# Trio voor fluit, altviool en cello (Roussel)
Het Trio pour flûte, alto et violoncelle (Frans voor Trio voor fluit, altviool en cello), opus 40, is een kamermuziekwerk gecomponeerd door Albert Roussel in 1929 toen hij 60 jaar oud. Hij schreef het in de periode dat hij met een van zijn belangrijkste werken bezig was, zijn Derde Symfonie. Het werk is opgedragen aan Elizabeth Sprague Coolidge, een Amerikaanse mecenas die vele componisten opdrachten gaf. Roussel schreef relatief veel kamermuziek met dwarsfluit.
De première werd gegeven op 29 oktober 1929 in Parijs. Een uitvoering duurt ongeveer een kwartier. Het werk bestaat uit drie delen:
- Allegro grazioso
- Andante
- Allegro non troppo